# موزه کمونیسم، جمهوری چک
موزه کمونیسم در جمهوری چک (چکی: Muzeum komunismu) واقع در پراگ پایتخت جمهوری چک، موزه ای است که به ارائه گزارشی از رژیم کمونیستی پس از جنگ جهانی دوم در چکسلواکی به‌طور کلی و پراگ به‌طور خاص اختصاص یافته‌است. موزه کمونیسم، نگاهی همه‌جانبه به زندگی پشت پرده آهنین ارائه می‌دهد. مصنوعات واقعی، مصاحبه‌ها، عکس‌های آرشیو، آثار هنری، اسناد تاریخی و تأسیسات در مقیاس بزرگ که یک فصل کامل از تاریخ را زنده می‌کند.

## تاریخ
این موزه توسط گلن اسپیکر، تاجر آمریکایی و دانشجوی سابق سیاست، تأسیس شد که ۲۸ هزار دلار برای خرید ۱۰۰۰ اثر باستانی هزینه کرد و یان کاپلان مستندساز را مأمور طراحی موزه کرد. به گفته کاپلان، او یک تراژدی سه پرده را در نمایش آرمان‌های کمونیسم، واقعیت زندگی فقیرانه تحت رژیم و کابوس یک دولت پلیسی خلق کرد. این شامل اتاق‌هایی است که یک مدرسه، یک مغازه با لوازم محدود و یک اتاق بازجویی پلیس مخفی را نشان می‌دهد.

## نگارخانه

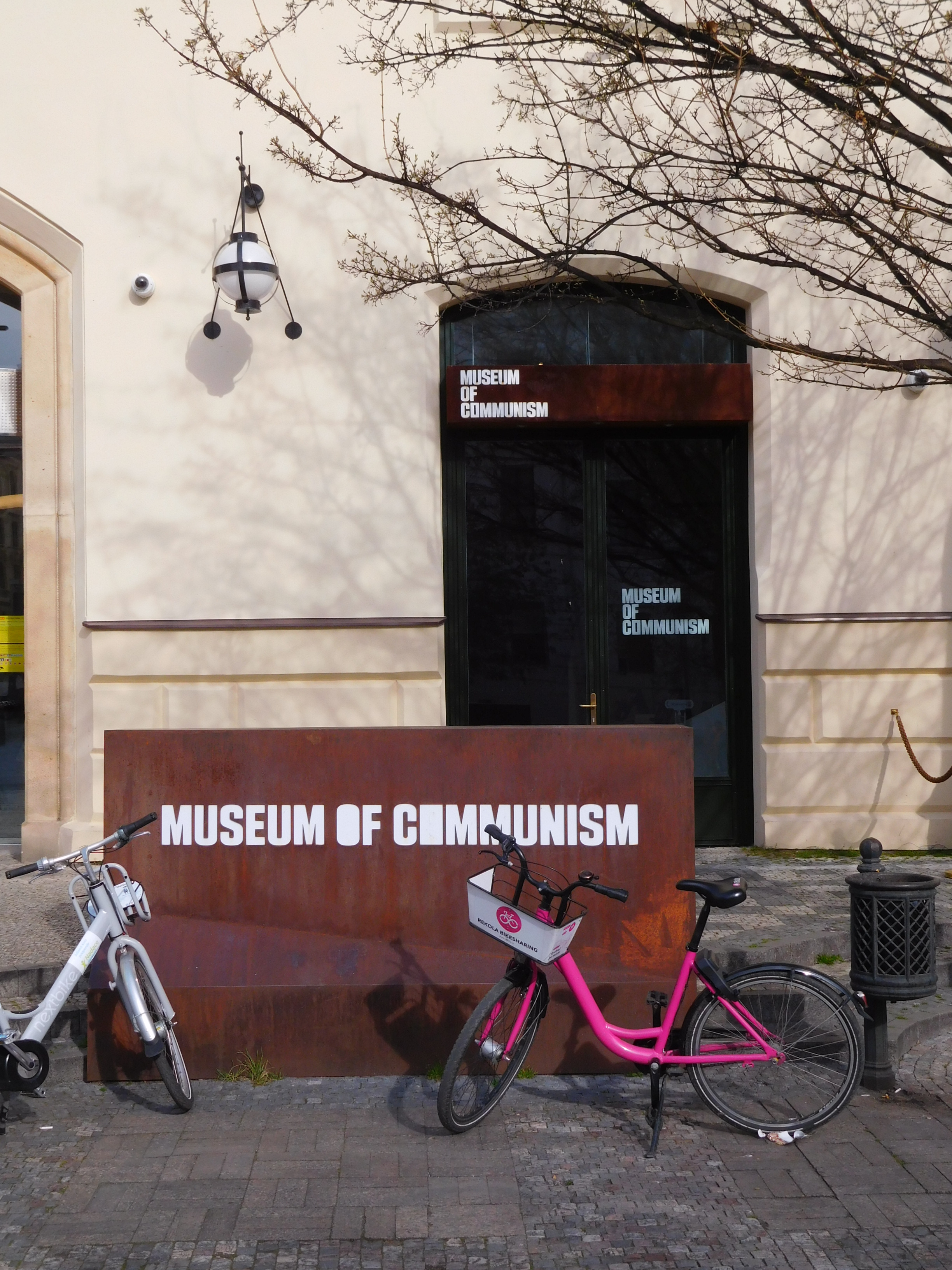
ورودی از جمهوری نامستی (۲۰۲۲)
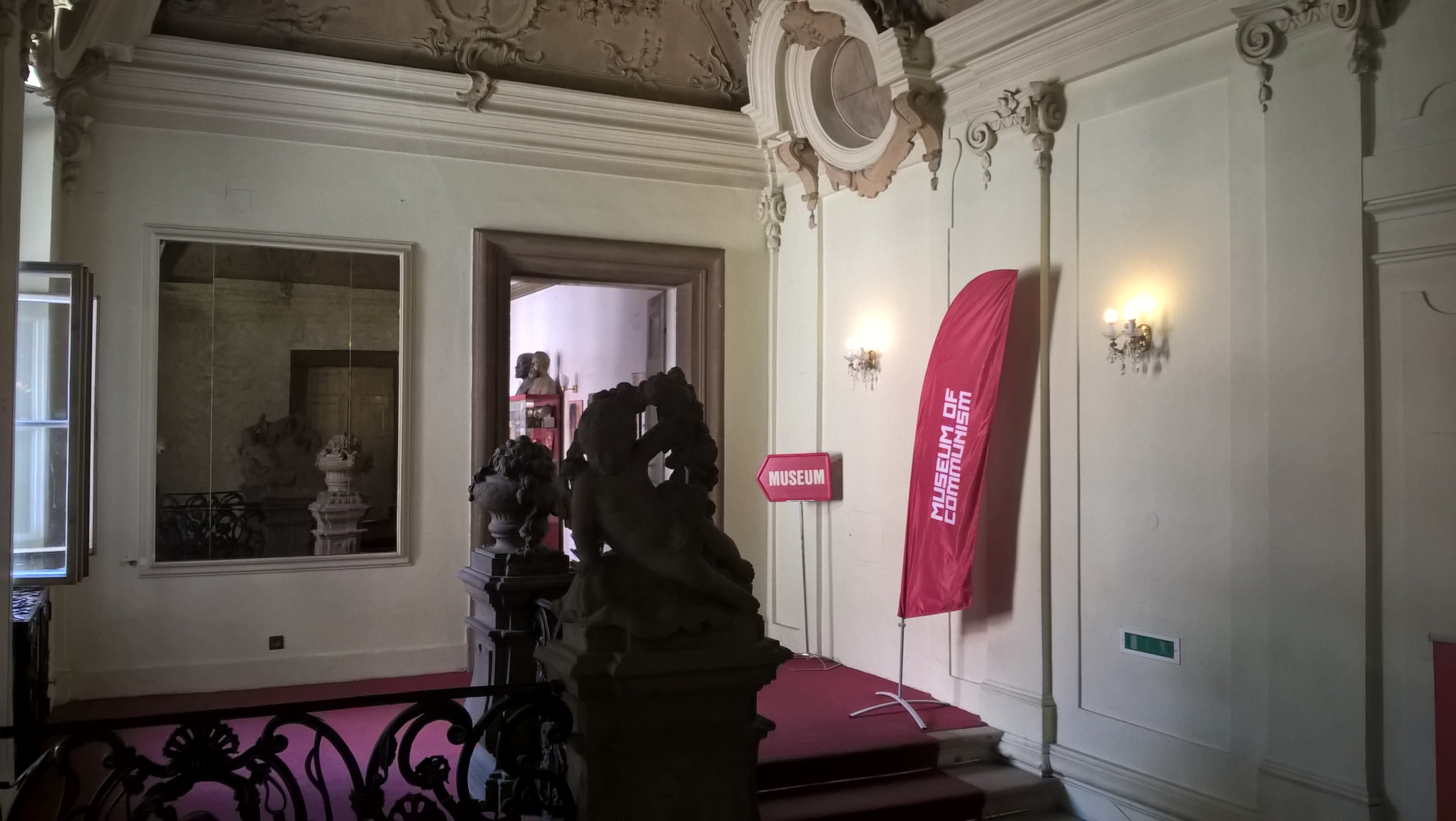
ورودی کاخ ساوارین (۲۰۱۶)
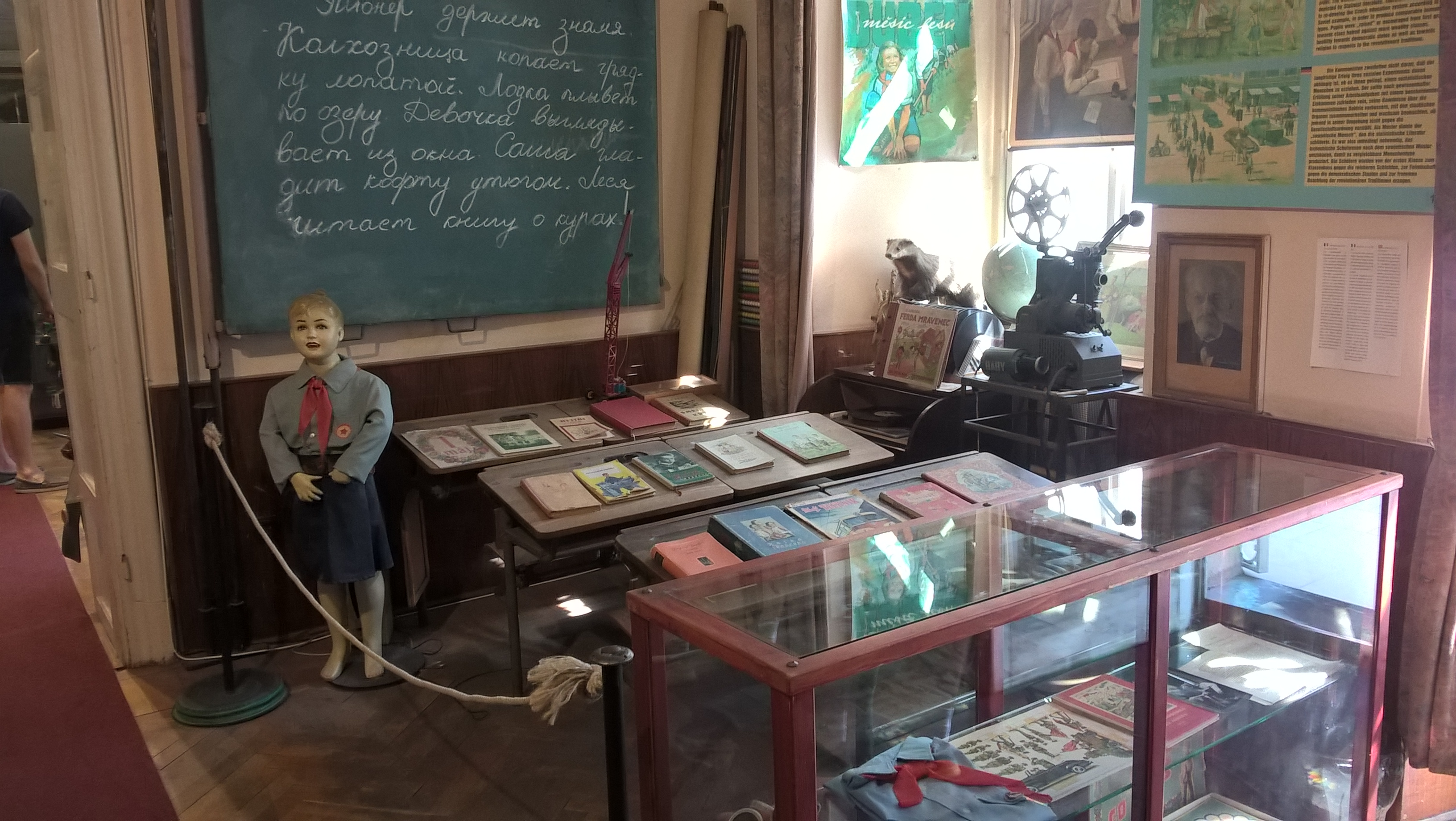
نمایشگر مدرسه، با کودک در لباس پایونیر (جنبش جوانان دولتی)
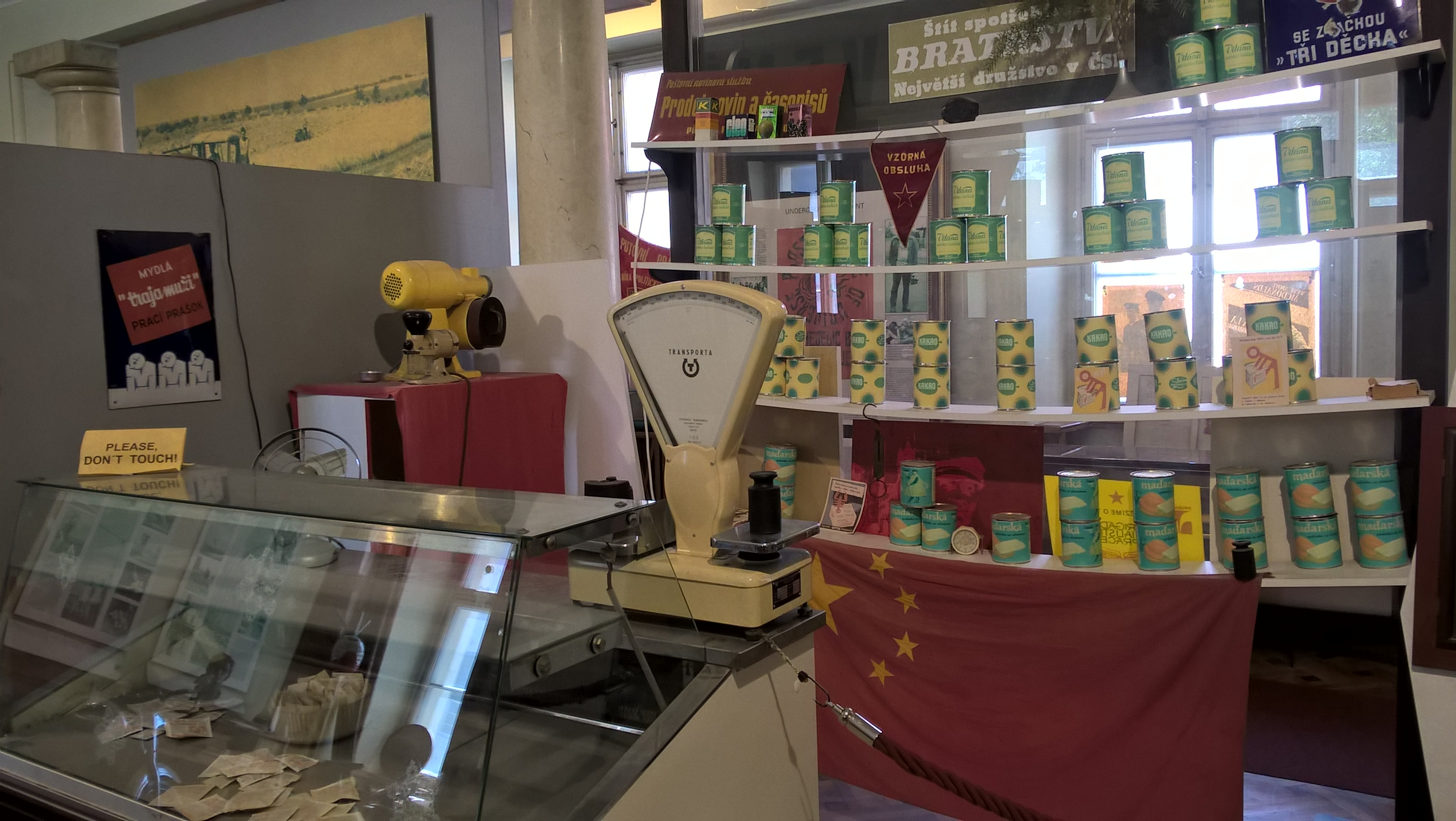
خواربار فروشی با اجناس محدود
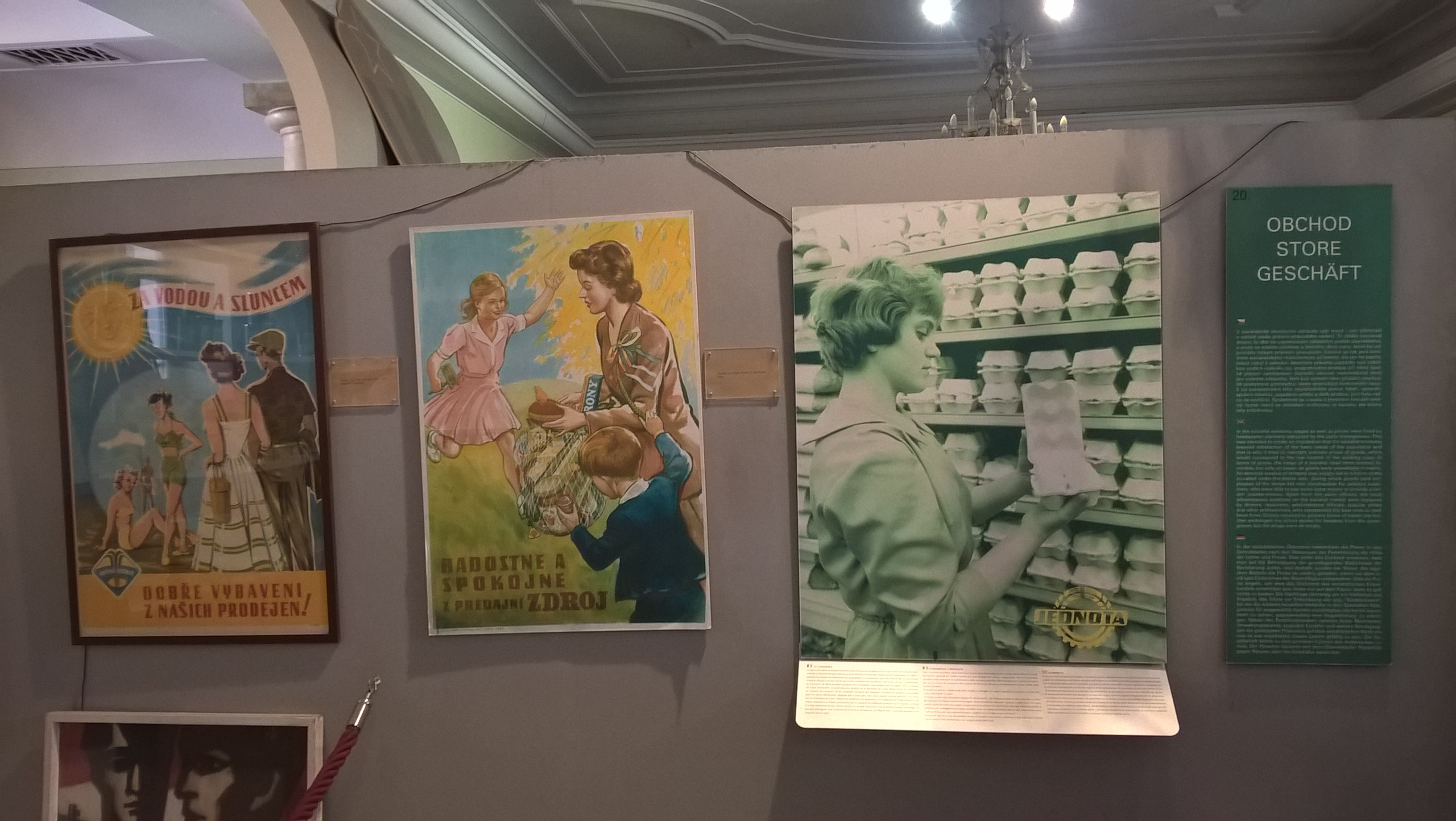
پوسترهایی که زندگی خوب را نشان می‌دهند
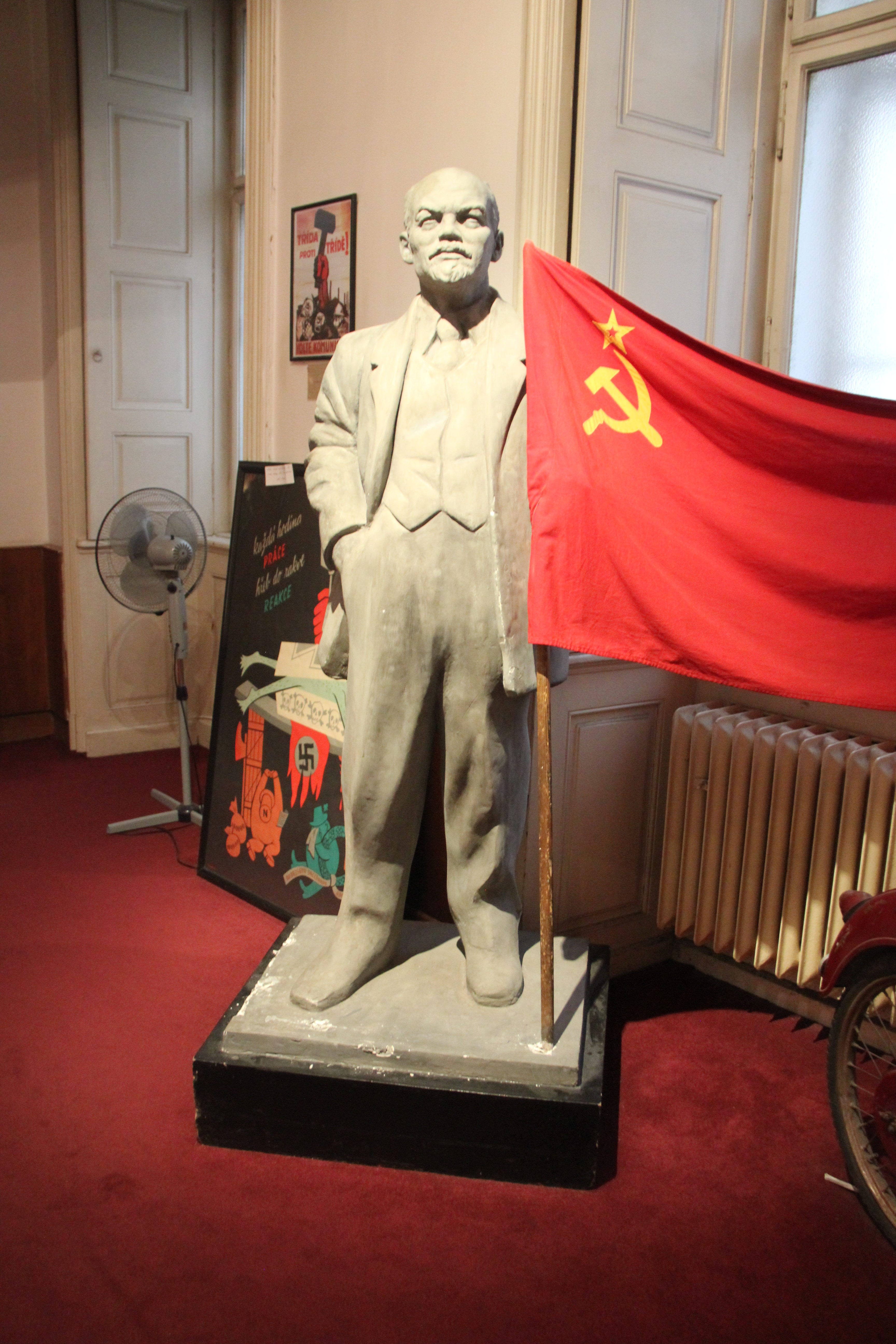
مجسمه لنین و پرچم اتحاد جماهیر شوروی
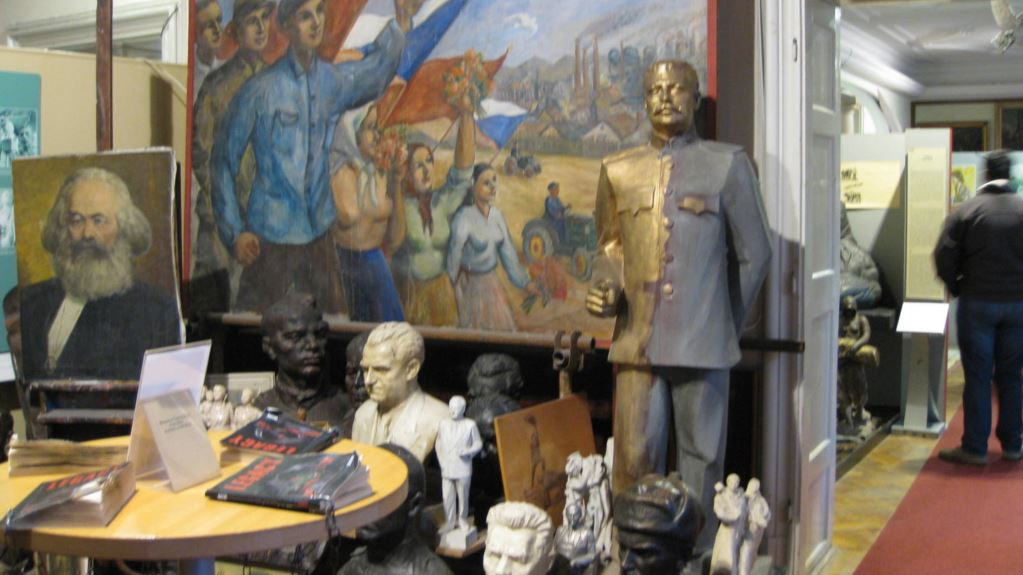
مصنوعات مختلف